# Apeducte romane
Romanii au construit apeducte în timpul perioadei republicane și a celei imperiale pentru a aduce apă din munți și dealuri în orașe. Apele din apeducte au alimentat terme, latrine, fântâni și case. De asemenea, apeductele ajungeau până la mine, ferme și grădini.
Apeductele transportau apa doar cu puterea gravitației, uilizând rute construite din cărămidă, ciment sau plumb. Cu cât era mai abruptă ruta, cu atât scurgerea era mai rapidă. De cele mai multe ori acestea erau construite sub pământ, urmând relieful natural. Obstacolele erau mai adesea ocolite decât perforate de țevi. În cazul în care se ivea o vale, în aceasta se construita un pod de apeduct, ori era construit un sifon.